# Humedal de Hokera
El humedal de Hokera, Hokersar u Hokarsar. es un área protegida de humedales en Zainakote, cerca de Srinagar, en Jammu y Cachemira, India. Se encuentra en el valle de Cachemira, 10 km al noroeste de Srinagar.  El humedal de Hokera, que se extiende sobre 1375 hectáreas (13,8 km²), es un santuario de aves designado como sitio Ramsar.

## Geografía
El humedal de Hokera, que es la reserva de aves más grande del valle de Cachemira, está situado en la cuenca del río Jehlum. Es la parte más septentrional de la cuenca de Doodhganga, a una altitud de 1584 m sobre el nivel del mar. La reserva es alimentada por dos arroyos perennes: Doodhganaga por el este y Sukhnag por el oeste. Incluye un lago y una zona pantanosa con una profundidad media de 3 pies (0,9 m) . En la primavera, el nivel del agua sube hasta 8 pies (2,4 m) debido a la escorrentía del deshielo en la cordillera de Pir Panjal. El humedal también actúa como una cuenca de absorción para las aguas de inundación.

## Flora y fauna
El humedal de Hokera consta de tres zonas con una flora variada. La zona nororiental contiene varios macrófitos densos, mientras que Trapa natans y Phragmites australis se encuentran predominantemente en la zona central, que es una gran extensión de agua. La zona sur es una porción sedimentada y actúa como pastizal.
El humedal de Hokera es un santuario de aves. Sirve como una importante base de escala para aves limícolas migratorias de media y larga distancia, gansos, grullas, patos y otras especies que se reproducen en las latitudes del norte de Siberia y Asia Central. El Valle de Cachemira en su conjunto está estratégicamente ubicado al sur del Pamir y en el extremo occidental de la cordillera del Himalaya. Las aves acuáticas vuelan al Valle de Cachemira a través de la ruta migratoria de Asia Central. Comienzan a llegar en septiembre-octubre y se van en mayo. Se registraron más de 500 000 aves acuáticas en el humedal de Hokersar en 2000–0. Hubo siete especies globalmente amenazadas entre las 45 especies de aves acuáticas y las 66 especies de aves asociadas a humedales reportadas en la reserva. El ánade rabudo, el ánade real, el ánade friso, el silbón europeo y la cerceta común son las aves acuáticas más comunes y se encuentran en grandes cantidades durante el invierno. La focha común, el pato colorado, el ánsar común, el porrón europeo, la cerceta carretona y el tarro canelo se encuentran entre las otras especies de aves acuáticas que también se encuentran en la reserva.

## Conservación
El humedal de Hokera fue designado por primera vez como reserva de conservación en virtud de la Ley (de protección) de la vida silvestre de Jammu y Cachemira de 1978. Hokersar, Haigam y Shallabug son áreas protegidas dentro de la cuenca de Jhelum y también han sido declaradas santuarios de aves por el gobierno de Jammu y Cachemira. En 2005, la reserva fue reconocida como humedal de importancia internacional bajo la Convención Ramsar como Humedal Hokera. Se encuentra bajo el Programa Nacional de Conservación de Humedales de la India y también está incluido en la red de Áreas Importantes para las Aves.

## Amenazas
Las amenazas al humedal de Hokersar incluyen actividades humanas e invasiones. El humedal se ha reducido de 18,75 km² (7,2 mi²), en 1969, a 13 km² (5 mi²), en 2008. Con el tiempo, muchas áreas del humedal se han convertido en cultivos de arroz. La descarga de desechos domésticos en el humedal, principalmente a través de los arroyos de entrada, ha provocado un crecimiento excesivo de malezas y eutrofización, los cuales representan una gran amenaza para la flora de la reserva.